# Ruth Kearney
Ruth Kearney (Londra, 31 ottobre 1984) è un'attrice irlandese naturalizzata inglese.
È conosciuta principalmente per il ruolo di Jess Parker nella serie Primeval e per il ruolo di London nella serie televisiva Flaked.

## Biografia
Nata a Londra da genitori irlandesi, è cresciuta a Dublino.
È sposata con l'attore britannico Theo James.

## Carriera
Ha il suo primo ruolo importante nella serie televisiva Primeval, in cui interpreta Jess Parker.  Nel 2016 è la protagonista della serie Netflix Flaked.

## Filmografia

### Televisione
- Primeval - serie TV, 13 episodi (2011-2012)
- Holby City - serie TV, 2 episodi (2011)
- The Following - serie TV, 11 episodi (2015)
- Flaked - serie TV, 14 episodi (2016-2017)
- Tyrant - serie TV, 2 episodi (2016)
- Get Shorty - serie TV, 3 episodi (2017)
- Sanditon - serie TV, 3 episodi (2019)
- Finding Joy - serie TV, 6 episodi (2020)

## Doppiatrici italiane
Nelle versioni in italiano delle opere in cui ha recitato, Ruth Kearney è stata doppiata da:
- Valentina Mari in Primeval, Flaked
- Valentina Favazza in The Following, Sanditon